# Filmbolag
Ett filmbolag är ett företag som administrerar, finansierar och innehar juridiskt ansvar för filmproduktioner och andra tjänster och produkter med koppling till filmer som utvecklas och säljs. De mest betydande tjänster och produkter som säljs av filmbolagen direkt eller indirekt genom avtal är filmmusiksalbum, datorspel, leksaker, kläder, tidningar.

## Filmbolag

### USA
Nuvarande större bolag
| - Castle Rock Entertainment - Columbia Pictures - DreamWorks SKG - Hollywood Pictures - Lions Gate Entertainment - Metro-Goldwyn-Mayer | - Miramax Films - New Line Cinema - Paramount Pictures - Sony Pictures - Touchstone Pictures - TriStar Pictures | - Twentieth Century Fox - United Artists - Universal Pictures - Walt Disney Pictures - Warner Bros. - The Weinstein Company |

Tidiga bolag
| - Biograph Studios - Edison Studios | - First National - Kalem Company | - Nestor Studios - RKO Radio Pictures - Selznik Studios |

### Sverige
| - Attractionfilm Of Sweden - Astoria Cinemas - Europafilm - Film i Skåne - Film i Väst - Filmpool Nord - Folkets Bio - JNLFILM productions - Mekanix - Memfis Film | - Migma - Panasanfilm - Sandrew Metronome - Sonet Film - Svensk filmindustri - Terrafilm - Triangelfilm - Wildlifefilm.com |

Tidigare bolag
Sandrews

### Danmark
- Zentropa
- Nordisk Film
- Nimbus Film
- Fine & Mellow
- ASA Film
- Metronome Productions
- Minerva Film (konkurs 1/1 2013)
- Eyelight Productions
- Zeitgeist Film

### Frankrike
- Gaumont
- France 2 Cinéma
- France 3 Cinéma

### Japan
| - Kadokawa Eiga - Nikkatsu - Shintoho | - Shochiku - Toei - Toho |

### Kina och Hongkong
- Shaw Brothers
- Golden Harvest
- Media Asia